# Lisbon (Connecticut)
Lisbon es un pueblo ubicado en el condado de New London en el estado estadounidense de Connecticut. En el año 2005 tenía una población de 4,234 habitantes y una densidad poblacional de 100 personas por km².

## Geografía
Lisbon se encuentra ubicado en las coordenadas 41°36′14″N 72°00′42″O / 41.60389, -72.01167.

## Demografía
Según la Oficina del Censo en 2000 los ingresos medios por hogar en la localidad eran de $55,149 y los ingresos medios por familia eran $61,888. Los hombres tenían unos ingresos medios de $40,043 frente a los $25,833 para las mujeres. La renta per cápita para la localidad era de $22,476. Alrededor del 3.2% de la población estaban por debajo del umbral de pobreza.